# Massaggiatore capo bagnino degli stabilimenti idroterapici
Il massaggiatore e capo bagnino degli stabilimenti idroterapici (spesso abbreviato in M.C.B. e indicato spesso come massoterapista), chiamato massaggiatore medicale nella Svizzera italiana, è una figura professionale dell'ambito sanitario, inserita nell'elenco europeo delle professioni regolamentate in quanto già presente in molti paesi europei, dove è conosciuto come masseur, massage therapist, massaggiatore medicale.

## Storia

### Premessa: lo sviluppo dell'idroterapia
Nell'Ottocento Vincenz Priessnitz, un contadino semianalfabeta della Slesia austriaca rilanciò l'idroterapia con un grande successo economico. L'acqua, oltre che bevuta, veniva utilizzata per docce fredde da varie altezze, impacchi ecc.
Sebastian Kneipp  conosciuto come l'abate Kneipp, indicò più uno "stile di vita". Gli stabilimenti idroterapici si diffusero in una larga fascia dell'Europa centrale; aumentarono le istituzioni che praticavano l'idroterapia, spesso in una cornice molto elegante che richiamava il ceto più ricco, ma a volte anche con facilitazioni rivolte al ceto popolare, anche se spesso la medicina ufficiale esprimeva profonde riserve, soprattutto sulle indicazioni di curare anche tubercolosi, colera, tifo. L'acqua usata era prevalentemente fredda, ma si svilupparono anche località come Wiesbaden e Carlsbad che utilizzavano il termalismo, come è ora maggiormente conosciuto. Alla prima fase basatasi soprattutto sulle figure "empiriche", seguì una più strettamente medico-scientifica: la figura del capo-bagnino divenne perciò socialmente rilevante. Lo stabilimento fondato da Priessnitz (il quale pur essendo solo un empirico venne citato anche dagli studi scientifici dell'epoca) fu diretto poi da un medico, il dottor Schindler, a cui successe il professor Wilhelm Winternitz, che riuscì ad introdurre la materia all'Università di Vienna. In seguito a tal riconoscimento la figura del responsabile dei bagni, da quello di semplice inserviente, acquistò rilievo sociale e divenne un collaboratore diretto del medico.
In Inghilterra la diffusione dell'idroterapia fu opera del dottor James Manby Gully: i suoi pazienti di Malvern venivano svegliati alle 5 del mattino, svestiti e avvolti in lenzuola bagnate e poi venivano poste delle coperte sopra. In Francia venne aperto dal dottor Baldou un istituto idroterapico destinato in particolare a curare le malattie nervose.In Svezia, l'idroterapia fu introdotta dal dottor Johan Olof Lagberg.

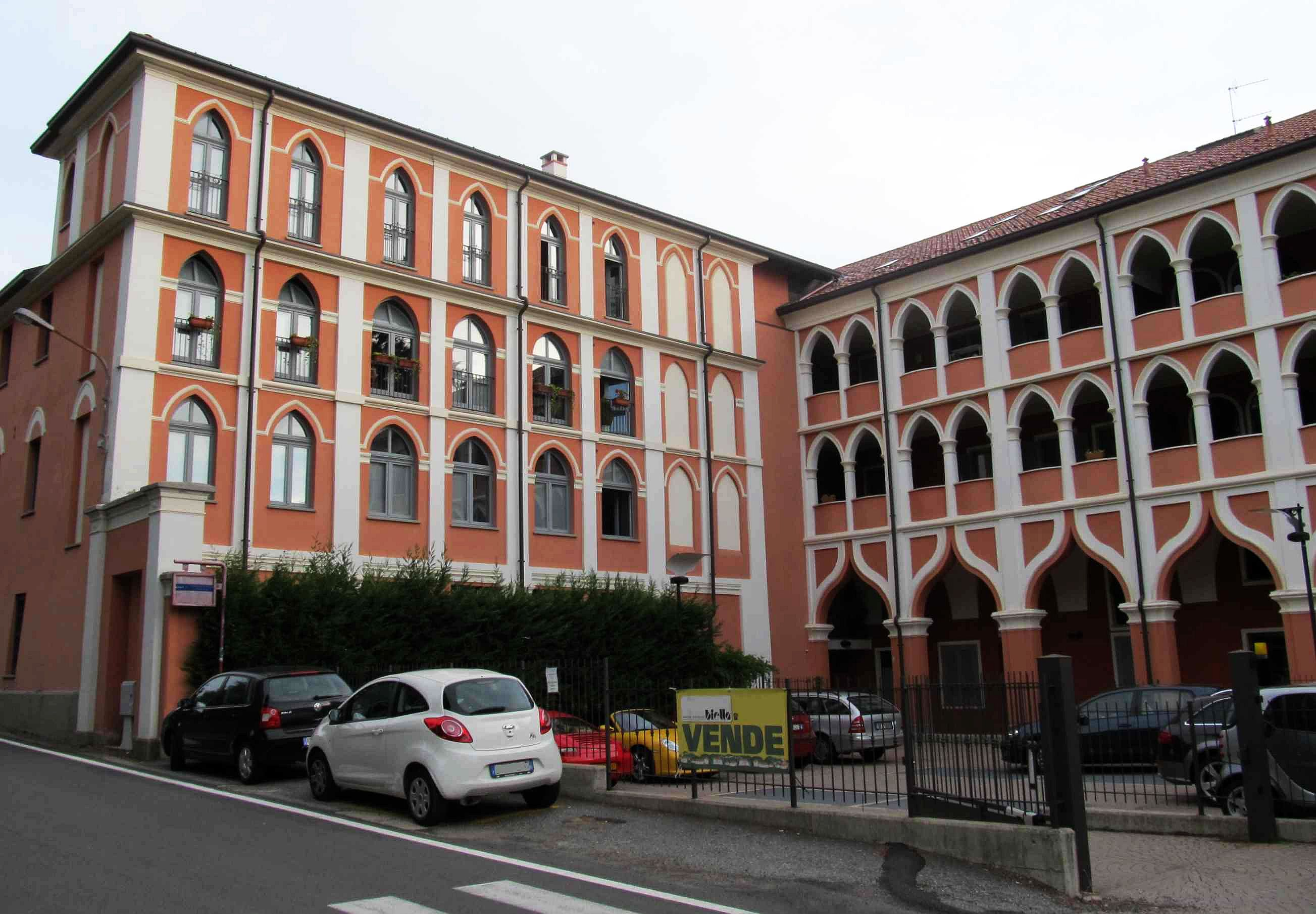
L'edificio dell'ex stabilimento idroterapico di Cossila

## Germania
Il Masseur und medizinischer Bademeister (al femminile: Masseurin und medizinische Bademeisterin) è il titolo professionale (settore professionale sanitari) degli specialisti che usano terapie come massaggi, elettroterapia o bagni per curare o alleviare le malattie. Il lavoro viene eseguito in base alle prescrizioni dei medici o ai piani di cura degli ospedali, centri di riabilitazione e centri di cura. La formazione e la professione sono regolati in Germania dal 1994 dalla legge (MPhG).
La formazione è regolata dal regolamento di formazione ed esami per massaggiatori e assistenti di bagno medico (MB-APrV) e si svolge presso scuole professionali statali o riconosciute dallo stato. Oltre alle scuole gestite privatamente, alcune università pubbliche hanno scuole che richiedono tasse scolastiche contenute. Lì, i futuri massaggiatori e bagnini medicali sono utilizzati nei dipartimenti termali.
Per essere ammessi ai corsi bisogna aver compiuto sedici anni, aver conseguito almeno un diploma di scuola secondaria o un'istruzione scolastica riconosciuta equivalente. Si deve anche fornire un certificato medico di idoneità al lavoro. La durata della formazione è di due anni, durante i quali viene insegnata la conoscenza teorica e pratica. Alla fine l'esame segue un esame di stato, a cui deve seguire un tirocinio di sei mesi.

## Austria
In Austria si distinguono tre figure professionali:
- (Gewerblichen) Masseur
- Medizinischen Masseur
- Heilmasseur

La formazione come massaggiatore medicale di solito avviene in scuole di salute e di cura o in centri di formazione di proprietà dell'ospedale. L'Heilmasseur ha bisogno della qualifica professionale come massaggiatore medicale e di un'istruzione aggiuntiva di 800 ore.

## Svizzera
La Svizzera ha regolamentato la figura professionale del massaggiatore medicale (in tedesco: Medizinische Masseur; in francese: Masseur médical), la cui formazione biennale prevede 3.000 ore di lezioni suddivise in otto moduli e dsei mesi di tirocino, con un esame federale di professione finale.

## Italia
I metodi introdotti da Vincenz Priessnitz furono portati in Italia dal dottor Guelpa, che aprì ad Oropa nel 1850 un primo stabilimento idroterapico, presto imitato da altri, sempre nel Biellese, in cui oltre all'uso di docce ed impacchi gelidi, si dava largo spazio alla massoterapia. Il rigore della cura era però addolcito: si ammetteva anche l'acqua tiepida. Nacquero bagni a Cossila, Andorno e Graglia, con imponenti strutture ricettive. Presso l'ospizio di Oropa fu aperta una sezione destinata per cure gratuite ai poveri. La Tranvia Biella-Oropa fu dotata di una fermata Oropa Bagni. Il modello venne replicato anche in altre località: Varallo Sesia, Regoledo, Valgrande e San Candido (allora austriaca).

### Gli anni 1920 in Italia
Negli anni '20 del 900, quando ormai la grande stagione degli istituti idroterapici, frequentati da tutta l'alta società, stava volgendo al termine, il legislatore si è preoccupato di regolare la figura del massaggiatore e capo bagnino degli stabilimenti idroterapici (MCB) con il Regolamento disciplina delle arti ausiliarie delle professioni sanitarie (regio decreto 31 maggio 1928, n. 1334 e successive modifiche e integrazioni) sulla base delle previsioni dell'art. 1 L1264/27. Riconosciuta a livello nazionale come "arte ausiliaria", insieme ad altre professioni come odontotecnico, ottico e il puericultore.
Il M.C.B. veniva inquadrato come l'evoluzione di quello che in passato era una specializzazione dell'infermiere generico. Il M.C.B. è indicata come la figura addetta ad effettuare "massaggi, manovre e bagni terapeutici su parti del corpo" (R.D. 31 maggio 1928, n. 1334, Art. 15,16); è quindi la figura sanitaria specializzata nei trattamenti manuali, quali massaggio, mobilizzazioni, massoterapia, idroterapia e altre attività affini, che però non sfocino nell'ambito riabilitativo (prerogativa del fisioterapista).
L'MCB era l'addetto alla supervisione e all'esecuzione materiale delle terapie svolte all'interno dei bagni termali (da cui deriva il nome "capo bagnino" o "capo bagnuolo" degli stabilimenti idroterapici). La figura cadde presto in disuso e venne quindi dimenticata, andando di fatto ad estinguersi. Di fatto, proprio perché la norma veniva a regolare una figura passata di moda, non si riscontrano in concreto la creazione di corsi professionali, anche se la legge e il decreto attuativo non era mai stato abrogato.

### Gli anni 2000
Nel 2006 venne istituita dalla Regione Lombardia la figura del Massaggiatore Operatore della Salute (MOS), figura para-sanitaria in grado di operare in ambito sanitario. Da lì a poco la nascente associazione "Aifi Lombardia" presentò ricorso al Tribunale Amministrativo Regionale, sostenendo che l'amministrazione regionale non avesse facoltà di istituire nuove figure professionali in ambito sanitario; il TAR annullò la deliberazione nel settembre 2008, facendo decadere la figura del MOS.
La Regione Lombardia, dovendo dare comunque una collocazione lavorativa alle persone che nel frattempo avevano intrapreso questa formazione, "riesumò" la figura del M.C.B. ormai dimenticata, che però era, ed è, formalmente ancora valida e con peculiarità molto simili alla figura dell'ex-MOS, convertendo quindi i MOS già formati in MCB con esame integrativo regionale. Così venne permesso alla sola Regione Lombardia e all'Abruzzo la formazione degli MCB in quanto figure richieste dal mercato (decreto n.10043 del 06 ottobre 2009), figure che sono quindi tuttora formate ed autorizzate ad operare sia in ambito sanitario sia in altri ambiti. Per riconoscimenti in Italia di titolo conseguito in diversi paesi esteri si veda. Per interpretazioni più restrittive si veda. In passato l'Università Cattolica di Milano ha organizzato un corso riservato ai laureati L22 e agli iscritti al corso magistrale LM67.

### Caratteristiche
Il profilo del M.C.B., viene descritto, oltre alle leggi specificatamente inerenti alla figura, soprattutto dalle sentenze depositate in Cassazione .
Queste leggi e sentenze hanno quindi delineato quello che maggiormente si avvicina al mansionario del M.C.B., così riassumibile:
- In ambito sanitario: erogare terapie manuali, fisiche e strumentali (elettromedicali), su prescrizione del medico. Svolgere, nel limite delle proprie competenze, attività cura, prevenzione e recupero funzionale (es. ginnastica posturale o rieducazione funzionale), mediante massoterapia, idroterapia, ginnastica a secco ed con l'ausilio di elettromedicali semplici complementari alla terapia stessa, in proprio "gabinetto massoterapico"(studio massoterapico) o come dipendente in ausilio alle professioni sanitarie mediche (l'assunzione della figura del M.C.B. non concorre a soddisfare i requisiti necessari per l'apertura di studi professionali in ambito della riabilitazione). Lavorare quindi in esenzione d'IVA su prescrizione medica o su indicazione diretta di un professionista Sanitario.
- In ambito benessere/non sanitario: erogare servizi non sanitari, quali il massaggio benessere, trattamenti olistici e simili, emettendo quindi IVA e lavorando solo su cliente sano (in questo caso si parla di "massaggio igienico").

## Denominazioni nelle altre lingue
Il ministero della Salute italiano ha concesso riconoscimento di equipollenza di titoli esteri, con una forte presenza della Mitteleuropa:
1. Austria: Medizinischer Masseur titolo rilasciato dalla "Yoni Academy -  Akademie fur ganzheitliche Gesundheitskultur" di Innsbruck[24]
Medizinische Bademeisterin - titolo rilasciato dalla “Yoni Academy - Akademie fur ganzheitliche Gesundheitskultur” di Innsbruck
Heilbademeisterin und heilmasseurin - titolo rilasciato dal "Bergler Ausbildungszentrum Bergler J. Bergler GmbH" - Centro di formazione Bergler J.  Bergler GmbH di Graz (Austria)
2. Germania: Masseurin und medizinische Bademeisterin[29]Massageschule Forum fur Bildung Stuttgart» -  titolo rilasciato dal "Staatlich anerkannten Lehrenstalt fur Masseure und medizinische Bademeister - Dr. Rohrbach"  di Kassel-Wilhelmshohe
3. Svizzera: Med. Masseur/Masseurin - mit Fahigkeitsausweis - titolo rilasciato dal Bündner Medizinische Massagefachschule Davos (BMMD)
4. Ungheria: Fardősmasszőr (Massaggiatrice in bagno termale - Allami Gyogyfurdokorhaz)» - titolo rilasciato dall'Ospedale di Stato delle terapie balneari di Heviz,[30]
5. Romania: Asistent Recuperare si Balneofizioterapie, Asistent Medical de Balneofizioterapie-Masaj -  titolo rilasciato dal Centrul Scolar nr. 1 con sede a Bucarest[31]
6. Croazia: Fizioterapeutski Tehnicar - titolo rilasciato dal Centro per l'educazione sanitaria di Spalato (Croazia),
7. Slovacchia: Vysvedcaenie o maturitnej skusakeund  -rehabilitacõny¨ pracovnik - titolo rilasciato dalla «Stredna' zdravotnicka škola» con sede a Banska' Bystrica (Repubblica Slovacca)